# سیارک ۷۵۳۲
سیارک ۷۵۳۲ (به انگلیسی: 7532 Pelhrimov، نامگذاری:1995UR1) هفت هزار و پانصد و سی و دومین سیارک کشف شده‌است که در ۲۲ اکتبر ۱۹۹۵ کشف شد.
قدر مطلق سیارک برابر ۱۳٫۴۰ است.